# Levan Mtsjedlidze
Levan Mtsjedlidze (Georgisch: ლევან მჭედლიძე) (Tbilisi, 24 maart 1990) is een Georgisch voetballer die bij voorkeur als aanvaller speelt. Hij tekende in 2007 bij Empoli FC. In hetzelfde jaar debuteerde hij voor Georgië.

## Clubcarrière
Mtsjedlidze speelde reeds op jonge leeftijd twee wedstrijden in het eerste elftal van Dila Gori. In juli 2007 werd hij aangetrokken door Empoli FC. In 2008 werd hij voor twee seizoenen verhuurd aan US Palermo. Op 24 september 2008 debuteerde de Georgiër in de Serie A tegen SSC Napoli. Het hoogtepunt van zijn avontuur bij Palermo was zijn winnende treffer in de uitwedstrijd tegen Juventus op 5 oktober 2008 in het Olympisch Stadion in Turijn. In 2010 keerde hij terug bij Empoli. In 2014 promoveerde Mtsjedlidze met Empoli naar de Serie A, waar hij tijdens het seizoen 2014/15 vier treffers in vijfentwintig competitie wedstrijden maakte.

## Statistieken
| Seizoen | Club         | Land    | Competitie    | Wed. | Doelp. |
| ------- | ------------ | ------- | ------------- | ---- | ------ |
| 2005/06 | Dila Gori    | Georgië | Erovnuli Liga | 2    | 0      |
| 2006/07 | Empoli FC    | Italië  | Serie A       | 0    | 0      |
| 2007/08 | Empoli FC    | Italië  | Serie A       | 0    | 0      |
| 2008/09 | → US Palermo | Italië  | Serie A       | 9    | 1      |
| 2009/10 | → US Palermo | Italië  | Serie A       | 2    | 0      |
| 2010/11 | Empoli FC    | Italië  | Serie B       | 20   | 2      |
| 2011/12 | Empoli FC    | Italië  | Serie B       | 26   | 2      |
| 2012/13 | Empoli FC    | Italië  | Serie B       | 22   | 1      |
| 2013/14 | Empoli FC    | Italië  | Serie B       | 23   | 2      |
| 2014/15 | Empoli FC    | Italië  | Serie A       | 25   | 4      |
| 2015/16 | Empoli FC    | Italië  | Serie A       | 13   | 0      |
| 2016/17 | Empoli FC    | Italië  | Serie A       | 15   | 6      |
| 2017/18 | Empoli FC    | Italië  | Serie B       | 0    | 0      |
| 2018/19 | Empoli FC    | Italië  | Serie A       | 0    | 0      |
| Totaal  | Totaal       | Totaal  | Totaal        | 157  | 18     |

## Interlandcarrière
Op 13 oktober 2007 debuteerde Mtsjedlidze voor Georgië tegen Italië. Hij start in de basiself en werd na een uur spelen vervangen door David Siradze. Italië won de EK-kwalificatiewedstrijd met 2–0 na doelpunten van Andrea Pirlo en Fabio Grosso. Vier dagen later maakte de spits zijn eerste interlanddoelpunt in de EK-kwalificatiewedstrijd tegen Schotland, die met 2–0 gewonnen werd.